# Talara
Talara jest peruwiańskim miastem portowym leżącym nad Pacyfikiem w prowincji Talara w regionie Piura.
W roku 2009 miasto liczyło 86 000 mieszkańców.